# اسکت اویلی
اسکت اویلی (به انگلیسی: Ascott d'Oyley) یک روستا در بریتانیا است که در آکسفوردشر واقع شده‌است.